# Sci di fondo ai XX Giochi olimpici invernali - Sprint a squadre maschile
Nello sci di fondo ai XX Giochi olimpici invernali la gara sprint a squadre maschile sulla distanza di 1,4 km si disputò in tecnica classica il 14 febbraio, dalle ore 11:40 sul percorso che si snodava a Pragelato Plan con un dislivello massimo di 26 m; presero parte alla competizione 24 squadre nazionali, ognuna composta da due atleti, che percorseo sei frazioni di 1,4 km ciascuna.

## Risultati

### Semifinale 1
| Posizione | Nazione    | Atleti                           | Tempo   |
| --------- | ---------- | -------------------------------- | ------- |
| 1         | Svezia     | Thobias Fredriksson Björn Lind   | 17:34,0 |
| 2         | Rep. Ceca  | Dušan Kožíšek Martin Koukal      | 17:34,9 |
| 3         | Slovacchia | Martin Bajčičák Ivan Bátory      | 17:36,1 |
| 4         | Finlandia  | Keijo Kurttila Lauri Pyykönen    | 17:39,2 |
| 5         | Kazakistan | Nikolaj Čebot'ko Evgenij Koševoj | 17:42,6 |

### Semifinale 2
| Posizione | Nazione  | Atleti                                | Tempo   |
| --------- | -------- | ------------------------------------- | ------- |
| 1         | Norvegia | Jens Arne Svartedal Tor-Arne Hetland  | 17:22,1 |
| 2         | Russia   | Ivan Alypov Vasilij Ročev             | 17:22,2 |
| 3         | Germania | Jens Filbrich Andreas Schlütter       | 17:22,6 |
| 4         | Italia   | Freddy Schwienbacher Giorgio Di Centa | 17:26,2 |
| 5         | Polonia  | Maciej Kreczmer Janusz Krężelok       | 17:27,1 |

### Finale
| Posizione | Nazione    | Atleti                                | Tempo   |
| --------- | ---------- | ------------------------------------- | ------- |
| 1         | Svezia     | Thobias Fredriksson Björn Lind        | 17:02,9 |
| 2         | Norvegia   | Jens Arne Svartedal Tor-Arne Hetland  | 17:03,5 |
| 3         | Russia     | Ivan Alypov Vasilij Ročev             | 17:05,2 |
| 4         | Germania   | Jens Filbrich Andreas Schlütter       | 17:14,0 |
| 5         | Finlandia  | Keijo Kurttila Lauri Pyykönen         | 17:21,5 |
| 6         | Kazakistan | Nikolaj Čebot'ko Evgenij Koševoj      | 17:25,1 |
| 7         | Polonia    | Maciej Kreczmer Janusz Krężelok       | 17:26,3 |
| 8         | Slovacchia | Martin Bajčičák Ivan Bátory           | 17:30,9 |
| 9         | Italia     | Freddy Schwienbacher Giorgio Di Centa | 17:31,3 |
| 10        | Rep. Ceca  | Dušan Kožíšek Martin Koukal           | 17:49,6 |